# Патладжанка
Патладжанка (на румънски: Pătlăgeanca) е село в окръг Тулча, Северна Добруджа, Румъния.